# Peperomia ferreyrae
Peperomia ferreyrae är en pepparväxtart som beskrevs av Truman George Yuncker. Peperomia ferreyrae ingår i släktet peperomior, och familjen pepparväxter. Utöver nominatformen finns också underarten P. f. musifolia.